# Phoma gentianae
Phoma gentianae är en lavart som beskrevs av J.G. Kühn 1883. Phoma gentianae ingår i släktet Phoma, ordningen Pleosporales, klassen Dothideomycetes, divisionen sporsäcksvampar och riket svampar.   Inga underarter finns listade i Catalogue of Life.